# Дальнє (Берестинський район)
Дальнє —  село в Україні, у Берестинському районі Харківської області. Населення становить 170 осіб. Орган місцевого самоврядування — Рояківська сільська рада.

## Географія
Село Дальнє знаходиться між річками Вошива (6 км) та Берестова (10 км), поряд з селом проходить залізниця, найближча станція Шляховий (1 км). По селу протікає пересихаючий струмок з загатою.

## Історія
- 1750 - дата заснування.

## Економіка
- Молочно-товарна ферма.